# Ålarve

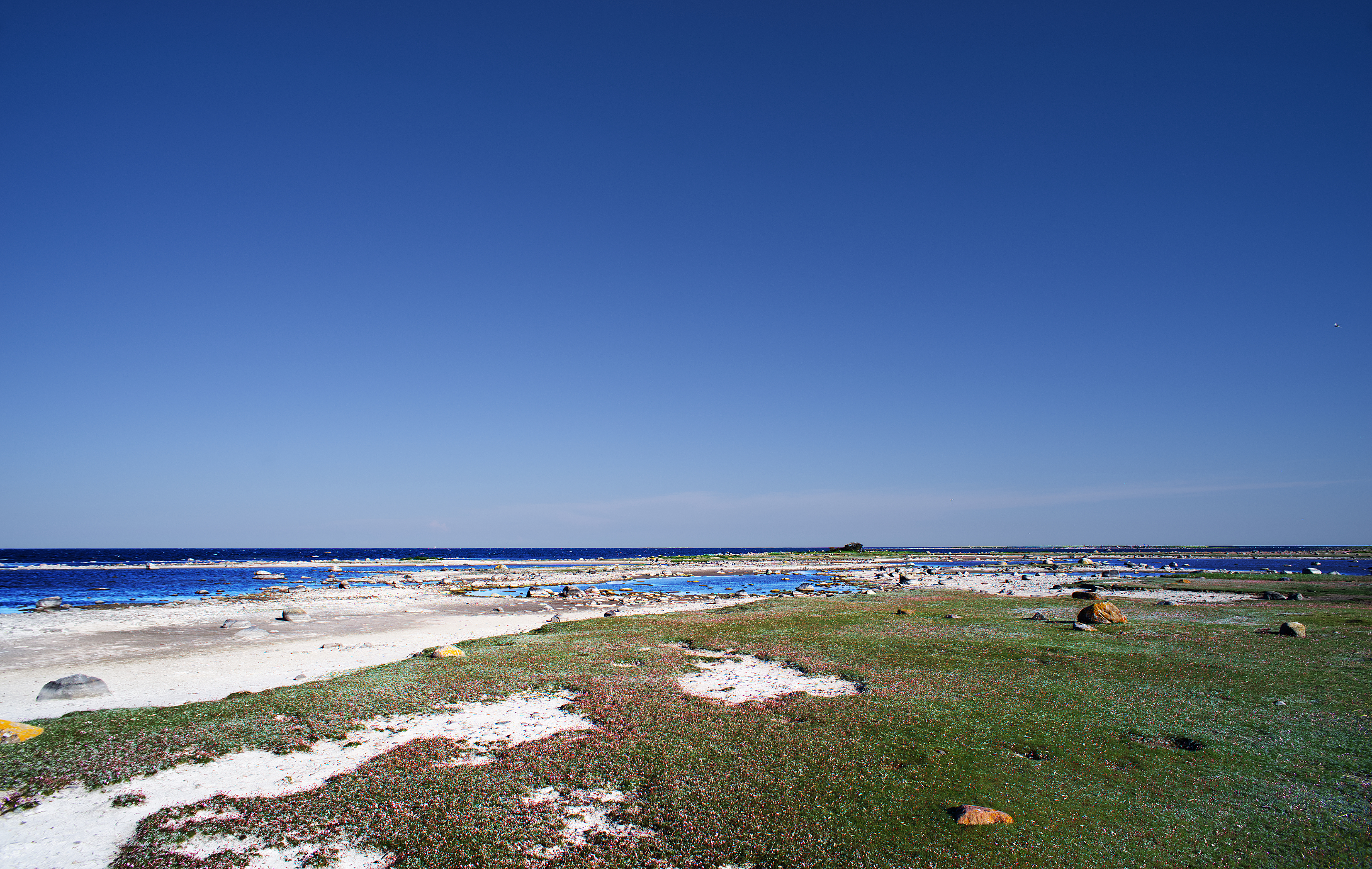
Reservatet omfattar strandängar och öar samt en del strandskog. Området är synnerligen flackt. På bilden syns de kala områdena vid stranden, några plättar som påminner om bunkrar på en golfbana, några stenar som inlandsisen flyttat dit och låg marktäckande vegetation.

Ålarve är ett naturreservat i Rone socken i Region Gotland på Gotland.
Området är naturskyddat sedan 1999 och är 175 hektar stort. Reservatet består av strandängar och i sydväst av lågvuxen strandtallskog.